# Iglesia de San Facundo y San Primitivo (Cisneros)
La iglesia de San Facundo y San Primitivo es una iglesia situada en la localidad de Cisneros, provincia de Palencia, España, declarada bien de interés cultural el 5 de julio de 1945.

## Descripción
Cuenta con tres amplias naves sostenidas por columnas de piedra. El retablo del altar mayor pintado y dorado pertenece al arte gótico. Se cubren las naves con artesonados de rica cromática mudéjar, siendo muy notable la capilla primitiva de la iglesia con bóveda hemiesférica revestida de hermosa ornamentación mudéjar, labrada en 1590 a imitación de la de Alcalá de Henares, que en la capilla de San Ildefonso guarda la tumba del cardenal Cisneros. En la de Cisneros hay un sepulcro de piedra de Antonio Rodríguez de Cisneros, primo del anterior, que tras haberle acompañado a Roa, falleció a los tres días del cardenal en 1517.

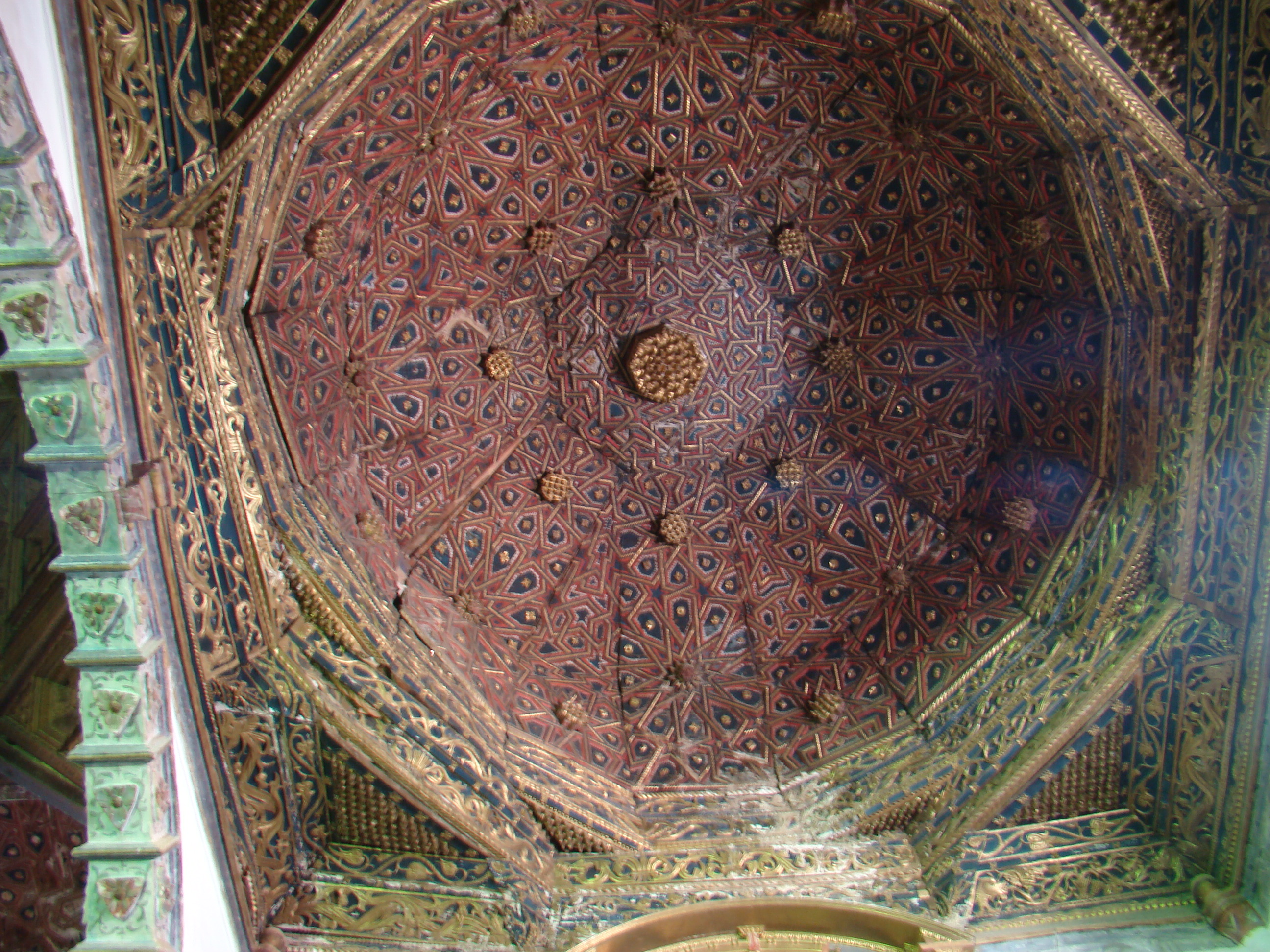
Detalle del artesonado mudéjar